# Фінал WTA 2024, парний розряд
Габріела Дабровскі та Ерін Рутліфф виграли змагання пар на завершальному турнірі 2024 року, здолавши в фіналі дует Катержина Сінякова / Тейлор Таунсенд з рахунком 7–5, 6–3. Дабровскі та Рутліфф стали першою канадською й новозеландською тенісистками, що святкували перемогу в Фіналі WTA
Торішні чемпіонки Лаура Зігемунд та Віра Звонарьова  цього року не відібралися.
Сінякова стала першою ракеткою світу в парній грі на кінець року після двох виграних матчів у групі.
Для Ясмін Паоліні, Керолайн Долегайд та Таунсенд це був перший парний  Фінал WTA. Паоліні єдиною з тенісисток відібралася на завершальний турнір року як в одиночному, так і в парному розряді.

## Сіяні
1. Людмила Кіченок /  Єлєна Остапенко (група)
2. Габріела Дабровскі /  Ерін Рутліфф (Чемпіонки)
3. Сє Шувей /  Елісе Мертенс (група)
4. Сара Еррані /  Ясмін Паоліні (група)
5. Керолайн Долегайд /  Дезіре Кравчик (група)
6. Ніколь Меліхар-Мартінес /  Еллен Перес (півфінал)
7. Чжань Хаоцін /   Вероніка Кудерметова (півфінал)
8. Катержина Сінякова /  Тейлор Таунсенд (фінал)

## Запасні
1. Софія Кенін /  Бетані Маттек-Сендс (не грали)
2. Демі Схюрс /  Луїза Стефані (не грали)

## Сітка

### Легенда
| - Q = Кваліфаєр - WC = Вайлд-кард - LL = Щасливий лузер | - Alt = Заміна - SE = Виняток - PR = Захищений рейтинг | - w/o = Без гри - r = Зняття - d = Присуджено перемогу |

### Фінальна частина
|  | Півфінали | Півфінали                          | Півфінали                       | Півфінали | Півфінали |                                      |                                    | Фінал | Фінал | Фінал | Фінал | Фінал |
|  |           |                                    |                                 |           |           |                                      |                                    |       |       |       |       |       |
|  | 8         | Катержина Сінякова Тейлор Таунсенд | 6                               | 7         |           |                                      |                                    |       |       |       |       |       |
|  | 7         | Чжань Хаоцін Вероніка Кудерметова  | 0                               | 65        |           |                                      |                                    |       |       |       |       |       |
|  | 7         | Чжань Хаоцін Вероніка Кудерметова  | 0                               | 65        |           | 8                                    | Катержина Сінякова Тейлор Таунсенд | 5     | 3     |       |       |       |
|  |           |                                    |                                 |           |           | 8                                    | Катержина Сінякова Тейлор Таунсенд | 5     | 3     |       |       |       |
|  |           | 2                                  | Габріела Дабровскі Ерін Рутліфф | 7         | 6         |                                      |                                    |       |       |       |       |       |
|  | 6         | 2                                  | Габріела Дабровскі Ерін Рутліфф | 7         | 6         | Nicole Melichar-Martinez Ellen Perez | 67                                 | 1     |       |       |       |       |
|  | 6         |                                    |                                 |           |           | Nicole Melichar-Martinez Ellen Perez | 67                                 | 1     |       |       |       |       |
|  | 2         | Габріела Дабровскі Ерін Рутліфф    | 79                              | 6         |           |                                      |                                    |       |       |       |       |       |

### Зелена група
|   |                                     | Кіченок Остапенко | Сє Мертенс       | Меліхар-Мартінес Перес | Сінякова Таунсенд | В–П | Сети В–П  | Гейми В–П     | Місце |
| 1 | Людмила Кіченок Єлєна Остапенко     |                   | 1–6, 3–6         | 1–6, 3–6               | 6–3, 3–6, [9–11]  | 0–3 | 1–6 (14%) | 17–34 (33.3%) | 4     |
| 3 | Сє Шувей Елісе Мертенс              | 6–1, 6–3          |                  | 6–1, 1–6, [6–10]       | 6–3, 3–6, [8–10]  | 1–2 | 4–4 (50%) | 28–22 (56.0%) | 3     |
| 6 | Ніколь Меліхар-Мартінес Еллен Перес | 6–1, 6–3          | 1–6, 6–1, [10–6] |                        | 2–6, 2–6          | 2–1 | 4–3 (57%) | 24–23 (51.1%) | 2     |
| 8 | Катержина Сінякова Тейлор Таунсенд  | 3–6, 6–3, [11–9]  | 3–6, 6–3, [10–8] | 6–2, 6–2               |                   | 3–0 | 6–2 (75%) | 32–22 (59.3%) | 1     |

### Біла група
|   |                                   | Дабровскі Рутліфф     | Еррані Паоліні        | Долегайд Кравчик | Чжань Кудерметова     | В–П | Сети В–П  | Гейми В–П   | Місце |
| 2 | Габріела Дабровскі Ерін Рутліфф   |                       | 1–6, 7–6(7–1), [11–9] | 4–6, 6–3, [10–6] | 7–6(8–6), 6–4         | 3–0 | 6–2 (75%) | 33–31 (52%) | 1     |
| 4 | Сара Еррані Ясмін Паоліні         | 6–1, 6–7(1–7), [9–11] |                       | 1–6, 6–1, [10–4] | 6–3, 6–7(3–7), [9–11] | 1–2 | 4–5 (44%) | 32–27 (54%) | 3     |
| 5 | Керолайн Долегайд Дезіре Кравчик  | 6–4, 3–6, [6–10]      | 6–1, 1–6, [4–10]      |                  | 6–3, 3–6, [7–10]      | 0–3 | 3–6 (33%) | 25–29 (46%) | 4     |
| 7 | Чжань Хаоцін Вероніка Кудерметова | 6–7(6–8), 4–6         | 3–6, 7–6(7–3), [11–9] | 3–6, 6–3, [10–7] |                       | 2–1 | 4–4 (50%) | 31–34 (48%) | 2     |

Місце визначалося за: 1. числом перемог; 2. числом ігор; 3. за рівності показників двох пар очною грою; 4. за рівності показнків трьох пар, (a) процентом виграних сетів (очною грою у разі рівності двох дуетів), тоді (b) процентом виграних геймів (особистою зустріччю при рівності двох), тоді (c) рейтингом WTA.